# アラビア語エジプト方言
アラビア語のエジプト方言は、アラビア語口語（アーンミーヤ）の方言の一つで、一般的にはカイロで話されている口語のことをいう。
エジプト内でも地域ごとに方言の隔たりはあるが、テレビ・ラジオが普及し、カイロが中東における映画、テレビドラマ、大衆音楽制作の中心的地位を占めるようになったことから、カイロの話し言葉が事実上の「標準語」として国中に広がったほか、エジプト国外でもエジプト口語を理解できるアラブ人は多い。

## 歴史
エジプト人の本来の母語はエジプト語であり、イスラムの征服当時は初期コプト語とよばれるギリシャ語の強い影響を蒙った形のエジプト語が使用されていた。これは当時の東ローマ帝国の公用語がギリシャ語であったためである。
イスラムの侵略と征服により、アラビア語が行政言語としてギリシャ語に取って代わり、エジプト人は新たなバイリンガリズムに晒されることとなった。およそ3～4世紀にわたって、コプト語を日常言語としアラビア語を公的な言語とするというバイリンガリズム（時にはかつての公用語であるギリシャ語をも加えたトリリンガリズム）が継続したが、次第にアラビア語が優勢となり母語置換を起こすようになった。下エジプトでは遅くとも11世紀までにはアラビア語が支配的となり、上エジプトでも14世紀までにはアラビア語が支配的な日常言語として使われるようになった。
エジプト・アラビア語はこの過程で多少の借用語をコプト語、ギリシャ語から受け入れたが、それ以外にほとんどこれらの基層言語から影響を受けることはなかった。

## 主な特徴

### 発音面
- ج - フスハーの/ʤ/が/g/に対応しており、書かれたものを読む際にも/ʤ/の音価を持つ文字ジームが/g/と発音される。エジプトの小学校や、外国人向けの語学学校でも、この発音で教育が行われる。ピラミッドのある "giza" もエジプト方言発音であり、表記上は "jiza" である。（歴史的には/g/の方が古い発音であり、マグリブ方言の一部にも残っている。）
- ق - フスハーの/q/が多くの場合、声門閉鎖音（フスハーでのハムザ）に変化している。ただし、qur'aan「クルアーン」、thqafa「文化」など、語によっては/q/で発音されるものも少なくない。
- ث - フスハーの/θ/が/t/になっている。ごく一部は/s/になっている。
- ذ - フスハーの/ð/が/d/になっている。ごく一部は/z/になっている。
- ظ - フスハーの/ðˁ/が/dˤ/になっている。ごく一部は/zˤ/になっている
- 有声子音と無声子音が隣り合わせると、後側にある子音に同化する[2]。
- 一部の二重母音の/ai/は/eː/と、/au/は/oː/と長母音化する。
- フスハーの短母音のうち、/i/は/e/と、/u/は/o/と発音する[3]。

### 文法面
- 語順はほぼ常にSVOで、VSOが好ましいとされる正則アラビア語（フスハー）とは異なる。
- 疑問詞はフスハーや他地域の方言では文頭におかれることが多いが、エジプト口語では文末におかれることが多い。

例：あなたのお名前は？
フスハー：ma-smuka？
レバノン・シリア口語：shu ismak?
エジプト口語：ismak eh?
- 名詞文の否定に使われる単語は lā ではなく、mish。また、動詞文の否定形は、動詞を ma と sh で挟む。

例：私は知らない
フスハー：lā aʿrif
エジプト口語：maʿrafsh
- 現在進行形の存在 - 動詞の現在形の頭に b をつけることで、現在進行形を表す。

例：私は今、この本を読んでいる。
ana ba'ra al kitab da.
（つづりはbi-aqraだが、q が声門閉鎖音に変化しているため、アポストロフィーで表記した）

## 語彙
- トルコ語由来、英語、フランス語由来など外来語が多い。

例：バシャ（地位のある男性、「旦那」＝トルコ語由来）、アサンセール（エレベーター＝フランス語由来）。
- アラビア語由来の名詞も、エジプト独特の用法が目立つ。

例：アラベーヤ（車＝フスハーではサイヤーラ）

## 書籍
日本語で書かれたアーンミーヤの教材は少ないが、アラビア語エジプト方言についてはいくつか出版されている。
アラビア文字の教材とアルファベットの教材がある。
- 「CDエクスプレス エジプトアラビア語」（白水社）
- 「ニューエクスプレス エジプトアラビア語」（白水社）
- 「まずはこれだけ エジプト・アラビア語」（国際語学社）
- 「タビトモ会話エジプト」（JTBパブリッシング）